# Коломоєць Віктор Іванович
Коломо́єць Ві́ктор Іва́нович  (24.09.1941 — 31.12.2017), раціоналізатор (1973), кавалер ордена Трудової Слави  (1976), ветеран праці (1986).

## Життєпис
Народився 24 вересня 1941 року у м. Кременчуці Полтавської області.
Середню освіту, 8 класів, отримав у 1963 році. Навчався у середній школи № 14 м. Кременчука Полтавської області та школі робочої молоді № 3 м. Волзький Волгоградської області. Згодом отримав середньо-спеціальну освіту, закінчивши  у 1970 році Полтавський технікум м'ясної промисловості.
З грудня 1961 року по березень 1964 року проходив службу в  збройних силах СРСР.  Неодноразово заохочувався керівництвом військової частини.

### Трудова діяльність
Трудову діяльність розпочав 15 вересня 1958 року на Кременчуцькому м'ясокомбінаті, де працював до 17 лютого 1998 року, пройшовши шлях від учня до майстра цеху. Звільнився з підприємства у зв'язку із виходом на пенсію.
Має раціоналізаторську пропозицію  щодо механізації процесу виробництва (посвідчення про раціоналізаторську пропозицію № 321/36 від 19.04.1973, видане Кременчуцьким м'ясокомбінатом 25.05.1973).
Переможець соціалістичного змагання 1976 року, двічі занесений на дошку пошани підприємства (1978, 1985).
Після виходу на пенсію, з 1998 по 2003 рік, працював стрілком воєнізованої охорони військової частини А 1639 з охорони артилерійських складів, розташованих у м. Кременчуці.

### Нагороди
- Нагороджений орденом Трудової Слави 3 ступеню (указ Президіума Верховної Ради СРСР від 01 березня 1976 року)

- Нагороджений медаллю «Ветеран праці» (рішення виконкому Полтавської обласної ради народних депутатів від 08 квітня 1986 року)

## Пам'ять

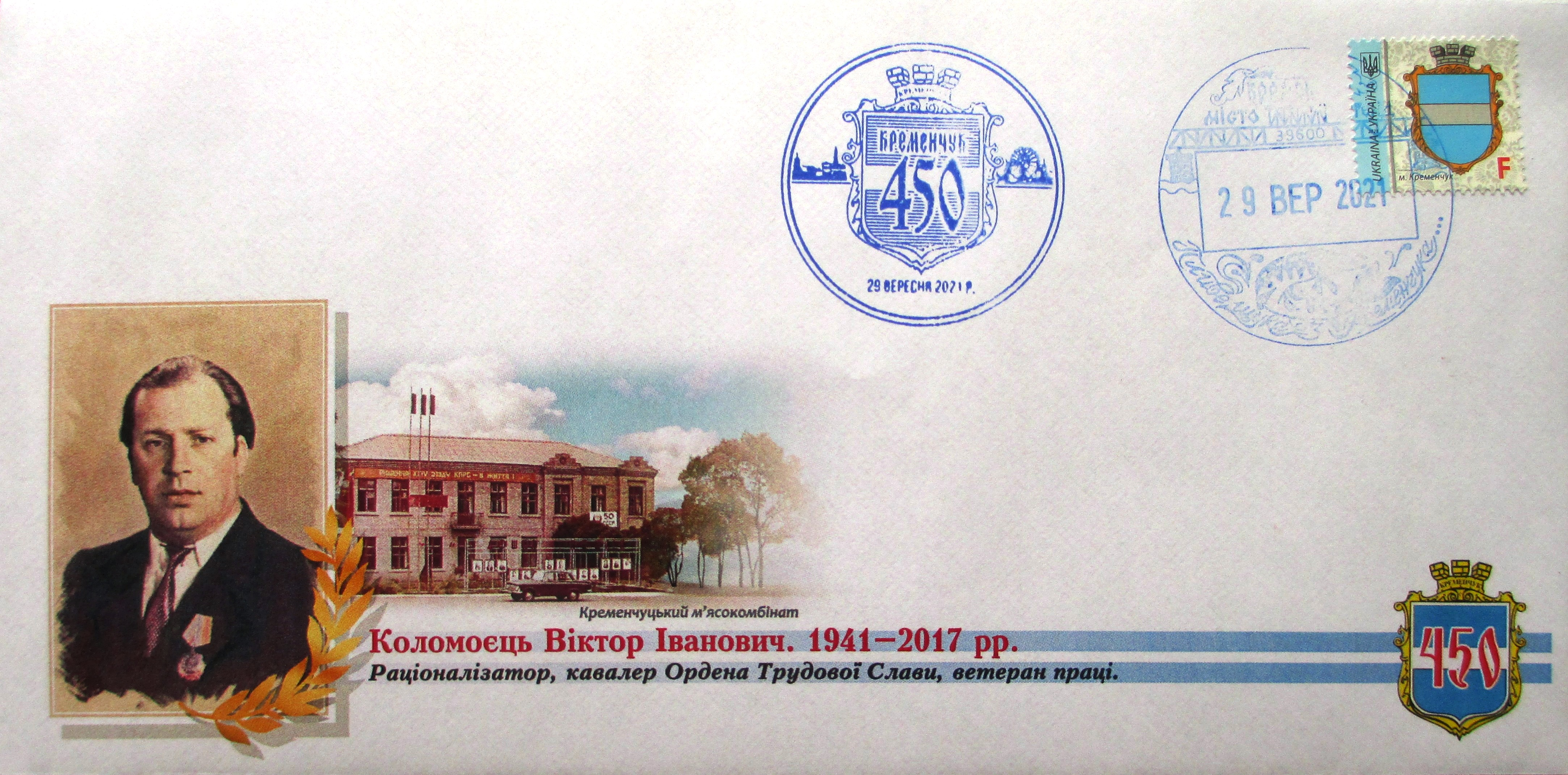

У вересні 2021 року, з нагоди 450-річчя м. Кременчука, 55-річниці свята працівників харчової промисловості та 80-річчя від дня народження, асоціацією філателістів м. Кременчука був виданий пам'ятний конверт «Коломоєць Віктор Іванович. Раціоналізатор, кавалер ордена Трудової Слави, ветеран праці».